# Manfred Zuleeg
Manfred Zuleeg (* 21. März 1935 in Creglingen; † 1. Juni 2015) war ein deutscher Rechtswissenschaftler und Richter am Europäischen Gerichtshof.

## Werdegang

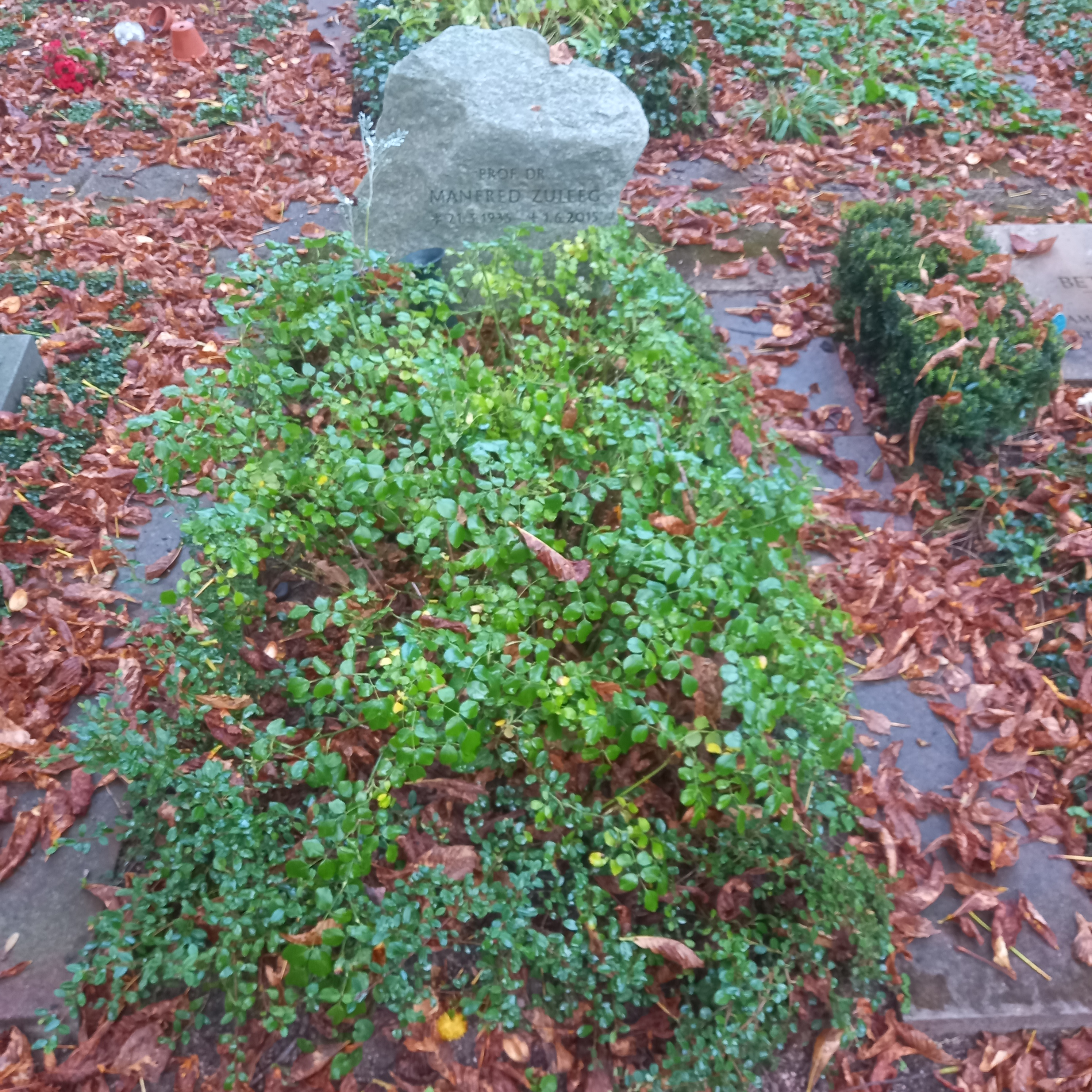
Das Grab von Manfred Zuleeg auf dem Hauptfriedhof (Frankfurt am Main)

Zuleeg studierte Rechtswissenschaften, wurde 1959 an der Universität Erlangen mit einer öffentlich-rechtlichen Arbeit promoviert und habilitierte 1968 an der Universität zu Köln, an deren Institut für das Recht der Europäischen Gemeinschaften er als wissenschaftlicher Assistent tätig war, mit einer europarechtlichen Arbeit. Er erhielt die Venia für öffentliches Recht, Völkerrecht und Europarecht. Als ordentlicher Professor lehrte Zuleeg an den Universitäten Bonn und – bis zu seiner Emeritierung 2003 – Frankfurt am Main. Ab Anfang der 1980er Jahre setzte er sich für eine Verfassungsänderung in Richtung eines Kommunalwahlrechts für die ausländische Wohnbevölkerung der BRD ein. Von 1988 bis 1994 war er als Richter am Gerichtshof der Europäischen Gemeinschaften tätig.

## Werk (Auswahl)
- Bürgerlichrechtliche Schuldverhältnisse zwischen Hoheitsträger und Staatsbürger auf Grund Verwaltungsakts?, München 1959, zugl. Diss., Univ. Erlangen 1959.
- Das Recht der Europäischen Gemeinschaften im innerstaatlichen Bereich, Köln 1969, zugl. Habil.-Schrift, Univ. Köln 1968.